# Stanley Hiller
Pour les articles homonymes, voir Hiller.
Stanley Hiller Jr. (né le 15 novembre 1924 à San Francisco, mort le 20 avril 2006) est un pionnier de l'aviation, dans le domaine des hélicoptères.

## Biographie

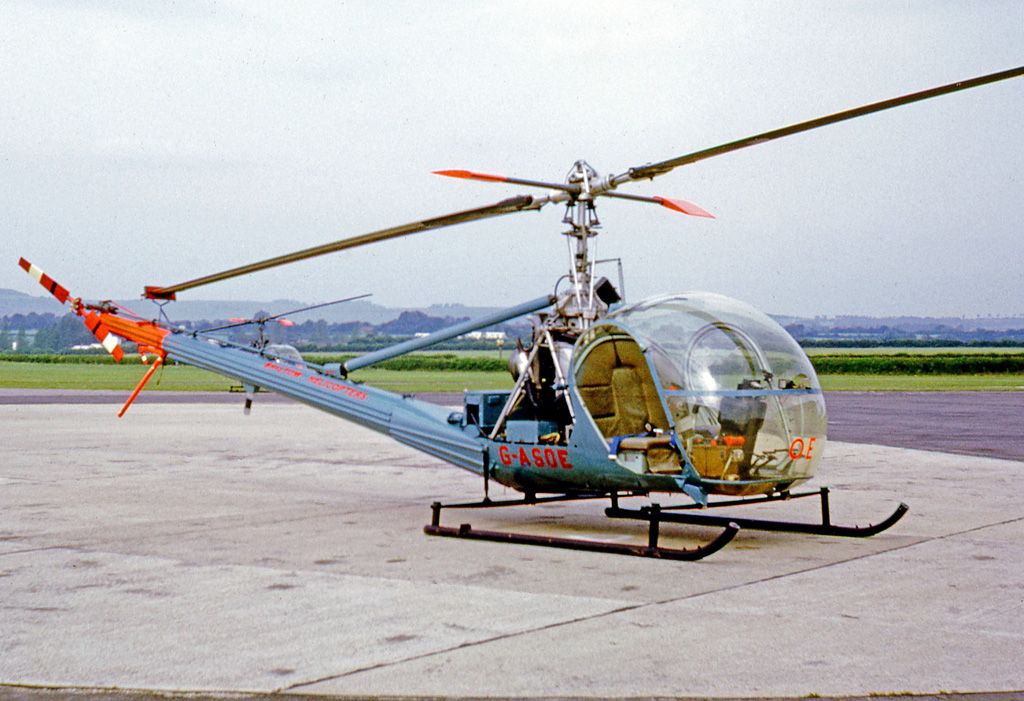
Hélicoptère biplace Hiller 360

Né à San Francisco en 1924, sa famille emménage à Berkeley dans les années 1930. Son père, Stanley Van Winkle Hiller (1888-1968), avait construit son propre avion en 1910. Passionné d'aéronautique, il crée sa propre compagnie alors qu'il est mineur. Il conçoit le XH-44, un hélicoptère coaxial, qu'il teste en 1944. Il a fondé la compagnie Hiller Aircraft industries, devenue United Helicopters en 1945. En 1947 l'hélicoptère biplace Hiller 360 est construit en grande série et rencontre un certain succès à l'exportation sous le nom Hiller UH-12 Raven. Il dessine les plans du Hiller X-18 dans les années 1950. En 1964 sa compagnie a été rachetée par Fairchild Stratos.
Il a fait partie de la direction de Boeing entre 1976 et 1998.
Il inaugure le Musée d’aviation Hiller en 1998.
Il meurt en 2006 de complications liées à la maladie d'Alzheimer.